# Synesthesie (stijlfiguur)
Synesthesie is een stijlfiguur waarbij een combinatie van de indrukken van verschillende zintuigen in uitdrukkingen wordt gebruikt. Synesthesie kan worden gezien als een bijzondere vorm van de metafoor.
Qua stromingen komt synesthesie in het bijzonder voor in het symbolisme, modernisme en bij de Tachtigers.

## Voorbeelden
- schreeuwende kleuren (heeft betrekking op gehoor en gezichtsvermogen)
- bittere woorden (heeft betrekking op smaakzin en gehoor)
- warme stem (heeft betrekking op temperatuurzin en gehoor)
- scherpe blik (heeft betrekking op tastzin en gezichtsvermogen)
- kil blauw (heeft betrekking op thermoceptie en gezichtsvermogen)
- scherpe geur (heeft betrekking op tastzin en reukzin)
- bittere verwijten (heeft betrekking op smaakzin en gehoor)